# Living Proof: The Farewell Tour
Living Proof: The Farewell Tour (określana również jako The Farewell Tour lub Never Can Say Goodbye Tour) – światowa trasa koncertowa Cher, promująca jej dwudziesty czwarty album studyjny Living Proof i siódmy album kompilacyjny The Very Best of Cher. Trasa rozpoczęła się 14 czerwca 2002 w Toronto i pierwotnie miała dążyć przez 59 koncertów po Ameryce Północnej.
Ze względu na dużą popularność jaką cieszyły się występy Cher, zdecydowano się na przedłużenie trasy koncertowej o kolejne 100 miast. Po zakończeniu amerykańskiej części trasy, artystka ogłosiła plany koncertowania  w Europie, Azji i Oceanii, aby zagrać na terenach, na których jeszcze nigdy wcześniej nie była lub dawno nie odwiedzała. Ostatni koncert odbył się w Hollywood Bowl w Los Angeles, po rekordowej ilości 325 występów, przynoszących ponad 250 mln dolarów zysku i zdobywając dla Cher rekord Guinnessa „najbardziej dochodowej trasy koncertowej".
Trasa koncertowała opierała się na podobnym schemacie, na jakim była oparta poprzednia trasa Do You Believe? Tour. Lista utworów składa się z 21 piosenek, 4 montaży wideo, tancerzy oraz cyrkowców. Obejmowała również kilkunastokrotne zmiany kostiumów zaprojektowanych przez wieloletniego współpracownika Cher, Boba Mackie’ego. Podczas europejskiej i australijskiej części trasy, zdecydowano się na wprowadzenie wielu modyfikacji.
Występy Cher spotkały się z pozytywnymi recenzjami ze strony krytyków. Koncert, który odbył się 7 listopada 2020 w Miami był transmitowany przez NBC z okazji święta Dziękczynienia. Specjalny koncert, którzy przyciągnął 17 mln widzów przez telewizory  zdobył trzy nagrody Primetime Emmy Awards. Nagranie DVD zatytułowane „Live! The Farewell Tour" zostało wydane latem 2003.
Mimo iż Cher ogłosiła, że będzie to jej ostatnia trasa koncertowa, to nie dotrzymała słowa i powróciła z kolejną trasą Dressed To Kill w 2014, która dążyła przez 49 miast w Ameryce Północnej. The Farewell Tour pozostanie jednak jej przedostatnią światową trasą koncertową wraz z rozpoczęciem tournée Here We Go Again (2018–2020).

## Program koncertów

### Ameryka Północna

#### 2002
1. „Cher...Through Time” (wstęp z wideo) (z wykorzystaniem fragmentów utworów „Gypsies, Trams & Thieves”, Different Kind of Love Song” i „If I Could Turn Back Time”)
2. „I Still Haven’t Found What I’m Looking For”
3. „Song for the Lonely”
4. „A Different Kind of Love Song”
5. „Gayatri Mantra” (taneczne interludium)
6. „All or Nothing”
7. „We All Sleep Alone”
8. „Untitled I” (taneczne interludium)
9. „I Found Someone”
10. „Bang Bang (My Baby Shot Me Down)”
11. „Sonny & Cher” (wideo interludium) (z wykorzystaniem fragmentów utworów „The Beat Goes On”, „Baby Don’t Go” i „I Got You Babe”)
12. „All I Really Want To Do”
13. Składanka: „Half-Breed"/"Gypsies, Trams & Thieves"/"Dark Lady”
14. Scena z „The Cher Show” (wideo interludium)
15. „Untitled II” (taneczne interludium) (z wykorzystaniem fragmentów utworów „Bad Girls”, „Ring My Bell” i „Don't Leave Me This Way wraz z fragmentem utworu „Take Me Home”)
16. „Take Me Home”
17. „Untitled III” (taneczne interludium) (z wykorzystaniem fragmentów utworów „All or Nothing” i „Alive Again”)
18. „The Way of Love”
19. „West Side Story” (wideo interludium) (z wykorzystaniem fragmentów utworów „Jet Song”, „I Feel Pretty” i „Tonight Quintet”)
20. „Cher...Movie Monologues” (wykorzystano fragmenty filmów: „Come Back to the Five and Dime, Jimmy Dean, Jimmy Dean”, „Silkwood”, „Maska”, „Herbatka z Mussolinim”, „Czarownice z Eastwick”, „Syreny” i „Wpływ księżyca”)
21. „After All”
22. „Just Like Jesse James”
23. „Heart of Stone”
24. „The Shoop Shoop Song (It’s in His Kiss)”
25. „Cher...Quotes” (wideo interludium) (wykorzystano fragmenty utworów „A Different Kind of Love Song”, „Saved” i „If I Could Turn Back Time”)
26. „Strong Enough”
27. „Save Up All Your Tears”
28. „If I Could Turn Back Time"

Bis:
1. „Believe"

#### 2003 (część pierwsza)
1. „Cher...Through Time” (wstęp z wideo) (z wykorzystaniem fragmentów utworów „Gypsies, Trams & Thieves”, „Different Kind of Love Song” i „If I Could Turn Back Time”)
2. „I Still Haven’t Found What I’m Looking For”
3. „Song for the Lonely”
4. „Gayatri Mantra” (taneczne interludium)
5. „All or Nothing”
6. „Untitled I” (taneczne interludium)
7. „I Found Someone”
8. „Bang Bang (My Baby Shot Me Down)”
9. „Sonny & Cher” (wideo interludium) (wykorzystano fragmenty utworów „The Beat Goes On”, „Baby Don’t Go” i „I Got You Babe”)
10. „All I Really Want to Do”
11. Składanka: „Half-Breeded"/"Gypsy, Trams & Thieves"/"Dark Lady”
12. Scena z „The Cher Show” (wideo interludium)
13. „Untitled II” (taneczne interludium) (wykorzystano fragmenty utworów: „Bad Girls”, „Ring My Bell” i „Don't Leave Me This Way” wraz z fragmentem utworu „Take Me Home”)
14. „Take Me Home”
15. „Untitled III” (taneczne interludium) (wykorzystano fragmenty utworów: „All or Nothing” i „Alive Again”)
16. The Way of Love”
17. „West Side Story” (wideo interludium) (wykorzystano fragmenty utworów: „Jet Song”, „I Feel Pretty” i „Tonight Quintet”)
18. „Cher...Movie Monologues” (wykorzystano fragmenty filmów: „Come Back to the Five and Dime, Jimmy Dean, Jimmy Dean”, „Silkwood”, „Mask”, „Herbatka z Mussolinim”, „The Witches of Eastwick”, „Syreny” i „Wpływ księżyca”)
19. „After All”
20. „Just Like Jesse James”
21. „Heart of Stone”
22. „The Shoop Shoop Song (It’s in His Kiss)”
23. „Cher...Quotes” (wideo interludium) (wykorzystano fragmenty utworów: „A Different Kind of Love Song”, „Saved” i „If I Could Turn Back Time”)
24. „Strong Enough”
25. „If I Could Turn Back Time"

Bis:
1. „Believe"

#### 2003 (część druga)
1. „Cher...Through Time” (wstęp z wideo) (z wykorzystaniem fragmentów utworów: „Gypsies, Trams & Thieves”, „Different Kind of Love Song” i „If I Could Turn Back Time”)
2. „I Still Haven’t Found What I’m Looking For”
3. „Song for the Lonely”
4. „Gayatri Mantra” (taneczne interludium)
5. „All or Nothing”
6. „Untitled I” (taneczne interludium)
7. „I Found Someone”
8. „Bang Bang (My Baby Shot Me Down)”
9. „Sonny & Cher” (wideo interludium) (z wykorzystaniem fragmentów utworów „The Beat Goes On”, „Baby Don’t Go” i „I Got You Babe”)
10. „All I Really Want To Do”
11. Składanka: „Half-Breeded"/"Gypsies, Trams & Thieves"/"Dark Lady”
12. Scena z The Cher Show (wideo interludium)
13. „Untitled II” (taneczne interludium) (z wykorzystaniem fragmentów utworów: „Bad Girls”, „Ring My Bell” i „Don't Leave Me This Way” wraz z fragmentem utworu „Take Me Home”)
14. „Take Me Home”
15. „Untitled III” (taneczne interludium) (z wykorzystaniem fragmentów utworów: „All or Nothing” i „Alive Again”)
16. „The Way of Love”
17. „West Side Story” (wideo interludium) (z wykorzystaniem fragmentów utworów: „Jet Song”, „I Feel Pretty” i „Tonight Quintet”)
18. „Cher...Movie Monologues” (wykorzystano fragmenty filmów: „Come to Back to Five and Dime, Jimmy Dean, Jimmy Dean”, „Silkwood, Mask”, „Herbatka z Mussolinim”, „The Witches of Eastwick”, „Syreny” i „Moonstruck”)
19. „After All”
20. „The Shoop Shoop Song (It’s in His Kiss)”
21. „Cher...Quotes” (wideo interludium) (wykorzystano fragmenty utworów: „A Different Kind of Love Song”, „Saved” i „If I Could Turn Back Time”)
22. „Strong Enough”
23. „If I Could Turn Back Time"

Bis:
1. „Believe"

#### 2004/2005
1. „Cher...Through Time” (wstęp z wideo) (wykorzystano fragmenty utworów: „Gypsies, Trams & Thieves”, „Different Kind of Love”, „If I Could Turn Back Time”)
2. „I Still Haven’t Found What I’m Looking For”
3. „Gayatri Mantra” (taneczne interludium)
4. „All or Nothing”
5. „Untitled I” (taneczne interludium)
6. „I Found Someone”
7. „Bang Bang (My Baby Shot Me Down)”
8. „Sonny & Cher” (wideo interludium) (wykorzystano fragmenty utworów: „The Beat Goes On”, „Baby Don’t Go” i „I Got You Babe”)
9. „All I Really Want To Do”
10. Składanka: „Half Breeded"/"Gypsies, Trams & Thieves"/"Dark Lady”
11. Scena z The Cher Show (wideo interludium)
12. „Untitled II” (taneczne interludium) (wykorzystano fragmenty utworów: „Bad Girls”, „Ring My Bell” i „Don't Leave Me This Way” wraz z fragmentem utworu „Take Me Home”)
13. „Take Me Home”
14. „Untitled III” (taneczne interludium) (wykorzystano fragmenty utworów: „All or Nothing” i „Alive Again”)
15. „Love Hurts” (cover The Everly Brothers)
16. „West Side Story” (wideo interludium) (wykorzystano fragmenty utworów: „Jet Song”, „I Feel Pretty” i „Tonight Quintet”)
17. „Cher...Movie Monologues” (wykorzystano fragmenty filmów: „Come to Back to Five and Dime, Jimmy Dean, Jimmy Dean”, „Silkwood, Mask”, „Herbatka z Mussolinim”, „The Witches of Eastwick”, „Syreny” i „Moonstruck”)
18. „After All”
19. „Walking in Memphis”
20. „The Shoop Shoop Song (It’s in His Kiss)”
21. „Cher...Quotes” (wideo interludium) (wykorzystano fragmenty utworów „A Different Kind of Love Song”, „Saved” i „If I Could Turn Back Time”)
22. „Strong Enough”
23. „If I Could Turn Back Time"

Bis:
1. „Believe"

#### Finałowy koncert amerykańskiej trasy
1. „Cher...Through Time” (wstęp z wideo) (wykorzystano fragmenty utworów: „Gypsies, Trams & Thieves”, „Different Kind of Love Song” i „If I Could Turn Back Time”)
2. „I Still Haven’t Found What I’m Looking For”
3. „Gayatri Mantra” (taneczne interludium)
4. „All or Nothing”
5. „Untitled I” (taneczne interludium)
6. „I Found Someone”
7. „Bang Bang (My Baby Shot Me Down)”
8. „Sonny & Cher” (wideo interludium) (wykorzystano fragmenty utworów: „The Beat Goes On”, „Baby Don’t Go” i „I Got You Babe”)
9. „All I Really Want To Do”
10. Składanka: „Half-Breeded"/"Gypsies, Trams & Thieves"/"Dark Lady”
11. Scena z The Cher Show (wideo interludium)
12. „Untitled II” (taneczne interludium) (wykorzystano fragmenty utworów: „Bad Girls”, „Ring My Bell” i „Don't Leave This Way” wraz z fragmentem utworu „Take Me Home”)
13. „Take Me Home”
14. „Untitled III” (taneczne interludium) (wykorzystano fragmenty utworów: „All or Nothing” i „Dead Alive”)
15. „The Way of Love”
16. „West Side Story” (wideo interludium) (wykorzystano fragmenty utworów: „Jet Song”)

"I Feel Pretty” i „Tonight Quintet”)
1. „Cher...Movie Monologues” (wykorzystano fragmenty filmów: „Come Back to the Five and Dime, Jimmy Dean, Jimmy Dean”, „Silkwood”, „Mask”, „Tea with Mussolini”, „The Witches of Eastwick”, „Mermaids”, „Stuck on You” i „Moonstruck”)
2. „After All”
3. „Walking in Memphis”
4. „Just Like Jesse James”
5. „Heart of Stone”
6. „The Shoop Shoop Song (It’s in His Kiss)”
7. „Cher...Quotes” (wideo interludium) (wykorzystano fragmenty utworów: „A Different Kind of Love Song”, „Saved” i „If I Could Turn Back Time”)
8. „Strong Enough”
9. „If I Could Turn Back Time"

Bis:
1. „Believe”
2. „Song for the Lonely"

### Europa
1. „Cher... Through Time” (wstęp z wideo) (wykorzystano fragmenty utworów: „Gypsies, Trams & Thieves”, „Different Kind of Love Song” i „If I Could Turn Back Time”)
2. „I Still Haven’t Found What I’m Looking For”
3. „Untitled I” (instrumentalny wstęp) (wykorzystano fragmenty utworów: „One by One” i „Love Is The Groove”)
4. Składanka:
  1. „One by One”
  2. „Taxi Taxi”
  3. „Love is the Groove”
  4. „Love One Another”
5. „Gayatri Mantra” (taneczne interludium)
6. „All or Nothing”
7. „Untitled II” (taneczne interludium)
8. „I Found Someone”
9. „Bang Bang (My Baby Shot Me Down)”
10. „Sonny & Cher” (wideo interludium) (wykorzystano fragmenty utworów: „The Beat Goes On”, „Baby Don’t Go” i „I Got You Babe”)
11. „All I Really Want To Do”
12. Składanka: „Half-Breeded"/"Gypsy, Trams & Thieves"/"Dark Lady”
13. Scena z The Cher Show (wideo interludium)
14. „Untitled III” (taneczne interludium) (wykorzystano fragmenty utworów: „The Beat Goes On”, „Baby Don’t Go” i „I Got You Babe”)
15. „All I Really Want To Do”
16. Składanka: „Half-Breeded"/"Gypsy, Trams & Thieves"/"Dark Lady”
17. Scena z The Cher Show (wideo interludium)
18. „Untitled III” (taneczne interludium) (wykorzystano fragmenty utworów: „Bad Girls”, „Ring My Bell” i „Don't Leave My This Way” wraz z fragmentem utworu „Take Me Home”)
19. „Take Me Home”
20. „Untitled IV” (taneczne interludium) (wykorzystano fragmenty utworów: „All or Nothing” i „Dead Alive”)
21. „Love Hurts” (cover Nazareth)
22. „West Side Story” (wideo interludium) (wykorzystano fragmenty utworów: „Jet Song”, „I Feel Pretty” i „Tonight Quintet”)
23. „Cher...Movie Monologues” (wykorzystano fragmenty filmów: „Come Back to the Five and Dime, Jimmy Dean, Jimmy Dean”, „Silkwood”, „Mask”, „Tea with Mussolini”, „The Witches of Eastwick”, „Mermaids” i „Moonstruck”)
24. „After All”
25. „Walking in Memphis”
26. „The Shoop Shoop Song (It’s in His Kiss)”
27. „Cher...Quotes” (wideo interludium) (wykorzystano fragmenty utworów: „A Different Kind of Love Song”, „Saved” i „If I Could Turn Back Time”)
28. „Strong Enough”
29. „If I Could Turn Back Time"

Bis:
1. „Believe"

### Australia
1. „Cher...Through Time” (wstęp z wideo) (wykorzystano fragmenty utworów: „Gypsies, Trams & Thieves”, „Different Kind of Love Song” i „If I Could Turn Back Time”)
2. „I Still Haven’t Found What I’m Looking For”
3. „The Power”
4. „Gayatri Mantra” (taneczne interludium)
5. „All or Nothing”
6. „Untitled I” (taneczne interludium)
7. „I Found Someone”
8. „Bang Bang (My Baby Shot Me Down)”
9. „Sonny & Cher” (wideo interludium) (wykorzystano fragmenty utworów: „The Beat Goes On”, „Baby Don’t Go” i „I Got You Babe”)
10. „All I Really Want to Do”
11. Składanka: „Half-Breeded"/"Gypsy, Trams & Thieves"/"Dark Lady”
12. Scena z The Cher Show (wideo interludium)
13. „Untitled II” (taneczne interludium) (wykorzystano fragmenty utworów: „Bad Girls”, „Ring My Bell” i „Don't Leave Me This Way” wraz z fragmentem utworu „Take Me Home”)
14. „Love Hurts” (cover Nazareth)
15. „Untitled III” (taneczne interludium) (wykorzystano fragmenty utworów: „All or Nothing” i „Alive Again”)
16. „Love Hurts”
17. „West Side (wideo interludium) (wykorzystano fragmenty utworów „Jet Song”, „I Feel Pretty” i „Tonight Quintet”)
18. „Cher...Movie Monologues” (wykorzystano fragmenty filmów: „Come Back to the Five and Dime, Jimmy Dean, Jimmy Dean”, „Silkwood”, „Mask”, „Tea with Mussolini”, „The Witches of Eastwick”, „Mermaids” i „Moonstruck”)
19. „After All”
20. „Walking in Memphis”
21. „The Shoop Shoop Song (It’s in His Kiss)”
22. „Cher...Quotes” (wideo interludium) (wykorzystano fragmenty utworów „A Different Kind of Love Song”, „Saved” i „If I Could Turn Back Time”)
23. „Strong Enough”
24. „If I Could Turn Back Time"

Bis:
1. „Believe"

## Dodatkowe informacje
- Podczas pierwszego koncertu trasy w Toronto Cher po utworze „If I Could Turn Back Time” wykonała utwór „Save Up All Your Tears”.
- Podczas niektórych koncertów europejskiej części trasy Cher wykonywała wiązankę utworów z albumu „Song for the Lonely”.
- Podczas ostatniego koncertu trasy w Hollywood Bowl w Los Angeles do Cher dołączył zespół The Village People.

## Nagrania z trasy
W 2002 koncert w American Airlines na Florydzie został sfilmowany i transmitowany przez telewizję NBC podczas Święta Dziękczynienia. Latem 2003 ten koncert został wydany na CD i DVD.

## Lista koncertów

### Koncerty w 2002 (Ameryka Północna)
- 14 czerwca – Toronto, Kanada – Air Canada Centre
- 15 czerwca – Auburn Hills, Michigan, USA – The Palace of Auburn Hills
- 18 czerwca – Cleveland, Ohio, USA – Gund Arena
- 19 czerwca – Columbus, Ohio, USA – Nationwide Arena
- 21 czerwca – Uncasville, Connecticut, USA – Mohegan Sun Arena
- 22 i 24 czerwca – Filadelfia, Pensylwania, USA – First Union Center
- 26 i 27 czerwca – Nowy Jork, USA – Madison Square Garden
- 29 czerwca – Waszyngton, USA – MCI Center
- 30 czerwca – Uniondale, Nowy Jork, USA – Nassau Veterans Memorial Coliseum
- 2 lipca – East Rutherford, New Jersey, USA – Continental Airlines Arena
- 3 lipca – Manchester, New Hampshire, USA – Verizon Wireless Arena
- 5 lipca – Pittsburgh, Pensylwania, USA – Mellon Arena
- 6 lipca – Atlantic City, New Jersey, USA – Boardwalk Hall
- 8 i 9 lipca – Boston, Massachusetts, USA – Fleet Center
- 12 lipca – Grand Rapids, Michigan, USA – Van Andel Arena
- 13 lipca – Milwaukee, Wisconsin, USA – Bradley Center
- 15 lipca – Saint Louis, Missouri, USA – Savvis Center
- 16 lipca – Kansas City, Missouri, USA – Kemper Arena
- 18 i 19 lipca – Chicago, Illinois, USA – United Center
- 29 lipca – Seattle, Waszyngton, USA – KeyArena
- 30 lipca – Vancouver, Kanada – General Motors Place
- 1 sierpnia – Portland, Oregon, USA – Rose Garden
- 3 sierpnia – Oakland, Kalifornia, USA – The Arena in Oakland
- 4 sierpnia – San Jose, Kalifornia, USA – Compaq Center at San Jose
- 6 sierpnia – Los Angeles, Kalifornia, USA – Staples Center
- 7 sierpnia – Anaheim, Kalifornia, USA – Arrowhead Pond of Anaheim
- 9 i 10 sierpnia – Paradise, Nevada, USA – MGM Grand Garden Arena
- 12 sierpnia – Phoenix, Arizona, USA – America West Arena
- 14 sierpnia – Salt Lake City, Utah, USA – Delta Center
- 15 sierpnia – Denver, Kolorado, USA – Pepsi Center
- 17 sierpnia – North Little Rock, Arizona, USA – Alltel Arena
- 18 sierpnia – Nowy Orlean, Luizjana, USA – New Orleans Arena
- 20 sierpnia – Oklahoma City, Oklahoma, USA – Ford Center
- 21 sierpnia – Houston, Teksas, USA – Compaq Center
- 23 sierpnia – Dallas, Teksas, USA – American Airlines Center
- 24 sierpnia – Austin, Teksas, USA – Frank Erwin Center
- 27 sierpnia – Atlanta, Georgia, USA – Phillips Arena
- 28 sierpnia – Greenville, Karolina Południowa, USA – BI-LO Center
- 30 i 31 sierpnia – Sunrise, Floryda, USA – National Car Rental Center
- 2 września – Tampa, Floryda, USA – Ice Palace
- 4 września – Birmingham, Alabama, USA – BJCC Arena
- 5 września – Louisville, Kentucky, USA – Freedom Hall
- 7 września – Greensboro, Karolina Północna, USA – Greensboro Coliseum
- 8 września – Cincinnati, Ohio, USA – U.S. Bank Arena
- 10 września – Indianapolis, Indiana, USA – Consesco Fieldhouse
- 12 września – Madison, Wisconsin, USA – Kohl Center
- 13 września – Moline, Illinois, USA – Mark of the Quad Cities
- 15 września – Minneapolis, Minnesota, USA – Target Center
- 27 września – Winnipeg, Kanada – Winnipeg Arena
- 28 września – Grand Forks, Dakota Północna, USA – Alerus Center
- 30 września – Valley Center, Kansas, USA – Kansas Coliseum
- 2 października – Ames, Iowa, USA – Hilton Coliseum
- 4 października – Saint Paul, Minnesota, USA – Xcel Energy Center
- 6 października – Ashwaubenon, Wisconsin, USA – Resch Center
- 8 października – Chicago, Illinois, USA – United Center
- 10 października – Champaign, Illinois, USA – Assembly Hall
- 12 października – East Lansing, Michigan, USA – Breslin Student Events Center
- 13 października – Auburn Hills, Michigan, USA – Palace of Auburn Hills
- 15 października – Hershey, Pensylwania, USA – Giant Center
- 17 i 18 października – Nowy Jork, stan Nowy Jork, USA – Madison Square Garden
- 21 października – Montreal, Kanada – Bell Centre
- 23 października – London, Kanada – John Labatt Centre
- 24 października – Toronto, Kanada – Air Canada Centre
- 25 października – Uncasville, Connecticut, USA – Mohegan Sun Arena
- 26 października – Filadelfia, Pensylwania, USA – First Union Center
- 3 listopada – Boston, Massachusetts, USA – Fleet Center
- 4 listopada – Providence, Rhode Island, USA – Dunkin’ Donuts Center
- 7 i 8 listopada – Miami, Floryda, USA – American Airlines Arena
- 11 listopada – Orlando, Floryda, USA – TD Waterhouse Centre
- 13 listopada – Nashville, Tennessee, USA – Gaylord Entertainment Center
- 14 listopada – Nowy Orlean, Luizjana, USA – New Orleans Arena
- 16 listopada – Bossier City, Luizjana, USA – CenturyTel Center
- 17 listopada – Houston, Teksas, USA – Compaq Center
- 20 listopada – El Paso, Teksas, USA – Don Haskins Center
- 22 listopada – Dallas, Teksas, USA – American Airlines Center
- 23 listopada – Laredo, Teksas, USA – Laredo Entertainment Center
- 25 listopada – San Antonio, Teksas, USA – SBC Center
- 1 grudnia – San Diego, Kalifornia, USA – San Diego Sports Arena
- 2 grudnia – Los Angeles, Kalifornia, USA – Staples Center
- 5 grudnia – Anaheim, Kalifornia, USA – Arrowhead Pond of Anaheim
- 7 grudnia – Bakersfield, Kalifornia, USA – Bakersfield Centennial Garden
- 8 grudnia – Sacramento, Kalifornia, USA – ARCO Arena
- 11 grudnia – San José, Kalifornia, USA – HP Pavillion at San Jose
- 13 i 14 grudnia – Paradise, Nevada, USA – MGM Grand Garden Arena
- 16 grudnia – Seattle, Waszyngton, USA – KeyArena
- 18 grudnia – Nampa, Idaho, USA – Idaho Center
- 19 grudnia – Spokane, Waszyngton, USA – Spokane Veterans Memorial Arena

### Koncerty w 2003 (Ameryka Północna)
- 30 stycznia – Fresno, Kalifornia, USA – Selland Arena
- 1 lutego – Tucson, Arizona, USA – Tucson Arena
- 2 lutego – El Paso, Teksas, USA – Don Haskins Center
- 4 lutego – Phoenix, Arizona, USA – America West Arena
- 5 lutego – Albuquerque, Nowy Meksyk, USA – Tingley Coliseum
- 7 lutego – Lubbock, Teksas, USA – United Spirit Arena
- 9 lutego – North Little Rock, Arizona, USA – Alltel Arena
- 11 lutego – Tampa, Floryda, USA – Ice Palace
- 13 lutego – Tallahassee, Floryda, USA – Leon County Civic Center
- 14 lutego – Jacksonville, Floryda, USA – Jacksonville Veterans Memorial Coliseum
- 24 lutego – Roanoke, Wirginia, USA – Roanoke Civic Center
- 25 lutego – Richmond, Wirginia, USA – Richmond Coliseum
- 27 lutego – Baltimore, Maryland, USA – 1st Mariner Arena
- 1 marca – Lexington, Kentucky, USA – Rupp Arena
- 2 marca – Knoxville, Tennessee, USA – Thompson-Bolling Arena
- 4 marca – Memphis, Tennessee, USA – Pyramid Arena
- 6 marca – Lafayette, Luizjana, USA – Cajundome
- 8 marca – Mobile, Alabama, USA – Mobile Civic Center
- 9 marca – Jackson, Missisipi, USA – Mississippi Coliseum
- 11 marca – Huntsville, Alabama, USA – Von Braun Center
- 13 marca – Oklahoma City, Oklahoma, USA – Ford Center
- 14 marca – Valley Center, Kansas, USA – Kansas Coliseum
- 16 marca – Topeka, Kansas, USA – Landon Arena
- 16 kwietnia – Billings, Montana, USA – MetraPark Arena
- 17 kwietnia – Bismarck, Dakota Północna, USA – Bismarck Civic Center
- 19 i 20 kwietnia – Council Bluffs, Iowa, USA – Mid-America Center
- 22 kwietnia – Charlotte, Karolina Północna, USA – Charlotte Coliseum
- 23 kwietnia – North Charleston, Karolina Południowa, USA – North Charleston Coliseum
- 25 kwietnia – Atlanta, Georgia, USA – Phillips Arena
- 27 kwietnia – Wilkes-Barre, Pensylwania, USA – First Union Arena
- 29 kwietnia – Bridgeport, Connecticut, USA – Arena at Harbor Yard
- 30 kwietnia – Portland, Maine, USA – Cumberland County Civic Center
- 2 maja – Worcester, Massachusetts, USA – Worcester's Centrum Centre
- 3 maja – Buffalo, Nowy Jork, USA – HSBC Arena
- 13 maja – Fairborn, Ohio, USA – Nutter Center
- 16 maja – Cleveland, Ohio, USA – Gund Arena
- 17 maja – Detroit, Michigan, USA – Joe Louis Arena
- 2 i 3 czerwca – Trenton, New Jersey, USA – Sovereign Bank Arena
- 5 czerwca – Hampton, Wirginia, USA – Hampton Coliseum
- 7 czerwca – Manchester, New Hampshire, USA – Verizon Wireless Arena
- 8 czerwca – University Park, Pensylwania, USA – Bryce Jordan Center
- 11 i 12 czerwca – Nowy Jork, stan Nowy Jork, USA – Madison Square Garden
- 15 czerwca – Moline, Illinois, USA – Mark of the Quad Cities
- 17 czerwca – Denver, Kolorado, USA – Pepsi Center
- 18 czerwca – Billings, Montana, USA – MetraPark Arena
- 20 czerwca – Nampa, Idaho, USA – Idaho Center
- 21 czerwca – Yakima, Waszyngton, USA – Yakima Valley SunDome
- 9 lipca – Uncasville, Connecticut, USA – Mohegan Sun Arena
- 11 lipca – Atlantic City, New Jersey, USA – Boardwalk Hall
- 12 lipca – Worcester, Massachusetts, USA – Worcester's Centrum Centre
- 14 lipca – Portland, Oregon, USA – Cumberland County Civic Center
- 16 lipca – Hartford, Connecticut, USA – Hartford Civic Center
- 18 lipca – Wilkes-Barre, Pensylwania, USA – Wachovia Arena at Casey Plaza
- 19 lipca – Manchester, New Hampshire, USA – Verizon Wireless Arena
- 21 lipca – Fairborn, Ohio, USA – Nutter Center
- 23 lipca – Albany, Nowy Jork, USA – Pepsi Arena
- 25 lipca – Rochester, Nowy Jork, USA – Blue Cross Arena
- 26 lipca – Hershey, Pensylwania, USA – Giant Center
- 28 lipca – Rockford, Illinois, USA – Rockford MetroCentre
- 30 lipca – Grand Rapids, Michigan, USA – Van Andel Arena
- 1 sierpnia – Columbus, Ohio, USA – Jerome Schottenstein Center
- 2 sierpnia – Indianapolis, Indiana, USA – Consesco Fieldhouse
- 4 sierpnia – Evansville, Indiana, USA – Roberts Municipal Stadium
- 6 sierpnia – Fort Wayne, Indiana, USA – Allen County War Memorial Coliseum
- 7 sierpnia – Charleston, Wirginia Zachodnia, USA – Charleston Civic Center
- 11 sierpnia – Peoria, Illinois, USA – CarverArena
- 13 sierpnia – Des Moines, Iowa, USA – Veterans Memorial Auditorium
- 15 sierpnia – Minneapolis, Minnesota, USA – Target Center
- 16 sierpnia – Milwaukee, Wisconsin, USA – Bradley Center
- 22 sierpnia – Auburn, Waszyngton, USA – White River Amphitheatre
- 23 sierpnia – Vancouver, Kolumbia Brytyjska, Kanada – General Motors Place
- 25 sierpnia – Calgary, Alberta, Kanada – Pengrowth Saddledome
- 27 sierpnia – Saskatoon, Saskatchewan, Kanada – Saskatchewan Place
- 30 sierpnia – San Bernardino, Kalifornia, USA – Hyundai Pavillon at Glen Helen
- 31 sierpnia – Paradise, Nevada, USA – MGM Grand Garden Arena
- 3 września – Fresno, Kalifornia, USA – Selland Arena
- 5 września – Concord, Kalifornia, USA – Chronicle Pavillion
- 6 września – Sacramento, Kalifornia, USA – ARCO Arena
- 8 września – Reno, Nevada, USA – Lawlor Events Center
- 10 września – Portland, Oregon, USA – Rose Garden
- 12 września – San Diego, Kalifornia, USA – San Diego Sports Arena
- 13 września – Phoenix, Arizona, USA – America West Arena
- 22 września – Kansas City, Missouri, USA – Kemper Arena
- 24 września – Fort Worth, Teksas, USA – FWCC Arena
- 26 września – The Woodlands, Teksas, USA – Cynthia Woods Mitchell Pavillion
- 27 września – Selma, Teksas, USA – Verizon Wireless Amphitheater
- 29 września – Albuquerque, Nowy Meksyk, USA – Journal Pavillion
- 1 października – Colorado Springs, Kolorado, USA – World Arena
- 3 października – Omaha, Nebraska, USA – Qwest Center Omaha
- 4 października – St. Louis, Missouri, USA – Savvis Center
- 10 października – Waszyngton, USA – MCI Center
- 12 i 13 października – Rosemont, Illinois, USA – Allstate Arena
- 15 października – Norfolk, Wirginia, USA – Norfolk Scope
- 16 października – Columbia, Karolina Południowa, USA – Carolina Coliseum
- 18 października – Biloxi, Missisipi, USA – Mississippi Coast Coliseum
- 20 października – Daytona Beach, Floryda, USA – Ocean Center
- 21 października – Pensacola, Floryda, USA – Pensacola Civic Center
- 25 października – Sunrise, Floryda, USA – Office Depot Center
- 27 października – Pittsburgh, Pensylwania, USA – Petersen Events Center
- 28 października – Reading, Pensylwania, USA – Sovereign Center
- 31 października – Toronto, Kanada – The SkyTent at SkyDome

### Koncerty w 2004

#### Ameryka Północna – część 1
- 2 i 3 stycznia – Paradise, Nevada, USA – MGM Grand Garden Arena

#### Europa
- 8 maja – Dublin, Irlandia – Point Theatre
- 9 maja – Belfast, Wielka Brytania – Odyssey Arena
- 11 maja – Glasgow, Wielka Brytania – Scottish Exhibition and Conference Centre
- 14 i 15 maja – Birmingham, Wielka Brytania – National Exhibition Centre
- 17 maja – Manchester, Wielka Brytania – Manchester Evening News Arena
- 19 maja – Sheffield, Wielka Brytania – Hallam FM Arena
- 21 i 22 maja – Londyn, Wielka Brytania – Wembley Arena
- 26 maja – Paryż, Francja – Zénith de Paris
- 28 maja – Kolonia, Niemcy – Laxness Arena
- 29 maja – Zurych, Szwajcaria – Hallenstadion
- 1 czerwca – Wiedeń, Austria – Wiener Stadthalle
- 2 czerwca – Budapeszt, Węgry – Budapest Sports Arena
- 4 czerwca – Monachium, Niemcy – Olympiahalle
- 5 czerwca – Frankfurt nad Menem, Niemcy – Festhalle Frankfurt
- 7 czerwca – Antwerpia, Belgia – Sportpaleis Antwerp
- 11 czerwca – Hamburg, Niemcy – Color Line Arena
- 12 czerwca – Kopenhaga, Dania – Forum Copenhagen
- 15 czerwca – Sztokholm, Szwecja – Stockholm Globe Arena
- 18 czerwca – Helsinki, Finlandia – Hartwall Areena
- 21 i 22 czerwca – Moskwa, Rosja – Państwowy Pałac Kremlowski
- 24 czerwca – Sankt Petersburg, Rosja – Pałac Lodowy
- 27 czerwca – Lipsk, Niemcy – Leipzig Arena
- 29 i 30 czerwca – Rotterdam, Holandia – Ahoy Rotterdam
- 2 lipca – Monte Carlo, Monako – Monte Carlo Sporting Club and Casino

#### Ameryka Północna – część 2
- 23 lipca – Calgary, Alberta, Kanada – Pengrowth Saddledome
- 24 lipca – Kelowna, Kolumbia Brytyjska, Kanada – Prospera Place
- 26 lipca – Edmonton, Alberta, Kanada – Skyreach Centre
- 28 lipca – Saskatoon, Saskatchewan, Kanada – Credit Union Centre
- 30 lipca – Rapid City, Michigan, USA – Rushmore Plaza Civic Centre
- 31 lipca – Sioux City, Iowa, USA – Gateway Arena
- 2 sierpnia – Ashwaubenon, Wisconsin, USA – Resch Center
- 4 sierpnia – Cedar Rapids, Iowa, USA – U. S. Cellular Center
- 7 sierpnia – Fargo, Dakota Północna, USA – Fargodome
- 9 sierpnia – Tulsa, Oklahoma, USA – TCC Arena
- 11 sierpnia – Hidalgo, Teksas, USA – Dodge Arena
- 13 sierpnia – Baton Rouge, Luizjana, USA – CC Arena
- 14 sierpnia – Biloxi, Mississippi, USA – Mississippi Coast Coliseum
- 23 sierpnia – Hamilton, Ontario, Kanada – Copps Coliseum
- 25 i 26 sierpnia – Halifax, Kanada – Halifax Metro Centre
- 28 sierpnia – Uncasville, Connecticut, USA – Mohegan Sun Arena
- 30 sierpnia – Providence, Rhode Island, USA – Dunkin’ Donuts Center
- 1 września – Binghamton, Nowy Jork, USA – Broome County Veterans Memorial Arena
- 3 września – Erie, Pensylwania, USA – Louis J. Tullio Arena
- 4 września – Reading, Pensylwania, USA – Sovereign Center
- 7 września – Toledo, Ohio, USA – Savage Hall
- 8 września – Springfield, Illinois, USA – Prairie Capital Convention Center
- 11 września – Southaven, Missisipi, USA – DeSoto Civic Center
- 13 września – Chattanooga, Tennessee, USA – McKenzie Arena
- 15 września – Winston-Salem, Karolina Północna, USA – Lawrence Joel Veterans Memorial Coliseum
- 17 września – Birmingham, Alabama, USA – BJCC Arena
- 18 września – Jacksonville, Floryda, USA – Jacksonville Veterans Memorial Arena
- 20 września – Gainesville, Floryda, USA – O’Connell Center
- 22 września – Daytona Beach, Floryda, USA – Ocean Center
- 24 września – Tallahassee, Floryda, USA – Leon County Civic Center
- 27 i 28 września – Estero, Floryda, USA – Germain Arena
- 8, 9 i 10 października – m. Meksyk, Meksyk – Palacio de los Deportes
- 5 listopada – Hidalgo, Teksas, USA – Dodge Arena
- 7 listopada – Corpus Christi, Teksas, USA – American Bank Center
- 9 listopada – Beaumont, Teksas, USA – Ford Arena
- 11 listopada – Columbia, Missouri, USA – Paige Sports Arena
- 13 listopada – Minneapolis, Minnesota, USA – Target Center
- 15 listopada – Sioux Falls, Dakota Południowa, USA – Sioux Falls Arena
- 17 listopada – Duluth, Minnesota, USA – DECC Arena
- 19 listopada – Grand Rapids, Michigan, USA – Van Andel Arena
- 20 listopada – Auburn Hills, Michigan, USA – The Palace of Auburn Hills
- 22 listopada – Rochester, Nowy Jork, USA – Blue Cross Arena
- 24 listopada – Albany, Nowy Jork, USA – Pepsi Arena
- 26 listopada – Portland, Oregon, USA – Rose Garden
- 27 listopada – Atlantic City, New Jersey, USA – Boardwalk Hall
- 11 grudnia – Waszyngton, USA – MCI Center
- 12 grudnia – Uniondale, Nowy Jork, USA – Nassau Veterans Memorial Coliseum
- 14 grudnia – Duluth, Georgia, USA – Arena at Gwinnett Center
- 16 grudnia – Tampa, Floryda, USA – St. Pete Times Forum
- 18 grudnia – Sunrise, Floryda, USA – Office Depot Center

### Koncerty w 2005

#### Ameryka Północna – część 1
- 14 stycznia – Sacramento, Kalifornia, USA – ARCO Arena
- 16 stycznia – Bakersfield, Kalifornia, USA – Bakersfield Centennial Garden
- 18 stycznia – Glendale, Arizona, USA – Glendale Arena
- 19 stycznia – Tucson, Arizona, USA – Tucson Arena
- 21 stycznia – San José, Kalifornia, USA – HP Pavillion at San Jose
- 23 stycznia – Spokane, Waszyngton, USA – Spokane Veterans Memorial Arena
- 25 stycznia – Portland, Oregon, USA – Rose Garden
- 26 stycznia – Everett, Waszyngton, USA – Everett Events Center
- 29 stycznia – Paradise, Nevada, USA – MGM Grand Garden Arena
- 31 stycznia – Salt Lake City, Utah, USA – Delta Center
- 2 lutego – Colorado Springs, Kolorado, USA – World Arena
- 4 lutego – Wichita Falls, Teksas, USA – Kay Yeager Coliseum
- 5 lutego – Bossier City, Luizjana, USA – Century TelCenter
- 7 lutego – Albuqerque, Nowy Meksyk, USA – Tingley Coliseum

#### Oceania
- 20 lutego – North Shore City, Nowa Zelandia – North Harbour Stadium
- 22 lutego – Christchurch, Nowa Zelandia – Westpac Arena
- 26 i 27 lutego oraz 1 marca – Melbourne, Australia – Rod Laver Arena
- 3, 4 i 7 marca – Sydney, Australia – Sydney Entertainment Centre
- 9 marca – Newcastle, Australia – Newcastle Entertainment Centre
- 11 i 12 marca – Boondall, Australia – Brisbane Entertainment Centre
- 15 i 16 marca – Adelajda, Australia – Adelaide Entertainment Centre
- 18 marca – Sydney, Australia – Sydney Entertainment Centre

#### Ameryka Północna – część 2
- 7 kwietnia – Montreal, Kanada – Bell Centre
- 9 kwietnia – Ottawa, Kanada – Corel Centre
- 10 kwietnia – London, Kanada – John Labatt Centre
- 12 kwietnia – Uncasville, Connecticut, USA – Mohegan Sun Arena
- 13 kwietnia – East Rutherford, New Jersey, USA – Continental Airlines Arena
- 16 kwietnia – Chicago, Illinois, USA – United Center
- 18 kwietnia – Council Bluffs, Iowa, USA – Mid-America Center
- 20 kwietnia – Winnipeg, Manitoba, Kanada – MTS Centre
- 21 kwietnia – Regina, Saskatchewan, Kanada – Regina AgriDome
- 23 i 24 kwietnia – Victoria, Kolumbia Brytyjska, Kanada – Save-On-Foods Memorial Centre
- 29 i 30 kwietnia – Los Angeles, Kalifornia, USA – Hollywood Bowl

## Koncerty przeniesione i odwołane

### Koncerty przeniesione
- 22 maja 2003 – Milwaukee, Wisconsin, USA – Bradley Center (przeniesiony na 16 sierpnia)
- 25 maja 2003 – Uncasville, Connecticut, USA – Mohegan Sun Arena (przeniesiony na 9 lipca)
- 31 lipca 2003 – Wilkes-Barre, Pensylwania, USA – Wachovia Arena at Casey Plaza (przeniesiony na 18 sierpnia)

### Koncerty odwołane
- 8 lipca 2003 – South Burlington, Vermont, USA – Burlington Memorial Auditorium (odwołany)
- 9 października 2003 – Newark, Delaware, USA – Bob Carpenter Center (odwołany)
- 10 stycznia 2004 – Anchorage, Alaska, USA – Sullivan Arena (odwołany)
- 13 stycznia 2004 – Fairbanks, Alaska, USA – Carlson Community Activity Center (odwołany)
- 18 stycznia 2004 – Honolulu, Hawaje, USA – Neal S. Blaisdell Center (odwołany)

## Personel Cher

### Zespół akompaniujący
- Gitary: David Barry i Micheal Garrigan
- Gitara basowa: Bill Sharpe
- Keyboardy: Jim McGorman, Paul Mirkovich i Ollie Marland
- Perkusja: Mark Schulman i Matt Sorum (Matt Sorum występował tylko w pierwszej części amerykańskiej trasy w 2002 r.)
- Chórki: Stacy Campbell i Patti Darcy Jones
- Wokaliści wspomagający: David Barry, Michael Garrigan, Ollie Marland, Jim McGorman, Paul Mirkovich i Bill Sharpe
- Tancerze: Shannon Beach, Bubba Carr, Suzanne Easter, Jamal Story, Sal Vassallo, Dreya Weber, Kevin Wilson i Addie Yungme

### Personel techniczny
- Reżyser trasy: Doriana Sanchez
- Reżyser muzyki: Paul Mirkovich
- Reżyser oświetlenia: Kille Knobel
- Reżyser wideo: Dave Neugebauer
- Asystent reżysera wideo: Deb Collins
- Menedżer trasy: Nick Cua
- Menedżer sceny: Frank Carra
- Scenograf: Jeremy Railson
- Kierownik oświetlenia: Abigail Rosen Holmes
- Projektant wideo: Christine Strand
- Inżynier wideo: Jason Harvey
- Koordynacja produkcji: Dana Jaeger
- Szef oświetlenia: Ian Tucker
- Stolarze: Michael Garrigan, Russell Glen, Ken Kinard, David Roth, Rick Stucker i Kurt Wagner

## Dochody z koncertów
| Miejsce koncertu                   | Miasto            | Sprzedaż biletów/Dostępne | Dochód brutto |
| ---------------------------------- | ----------------- | ------------------------- | ------------- |
| Air Canada Centre                  | Toronto           | 29 909/31 851 (93%)       | 1 510 185 $   |
| The Palace of Auburn Hills         | Auburn Hills      | 35 939/42 936 (84%)       | 2 293 416 $   |
| Gund Arena                         | Cleveland         | 13 666/16 500 (91%)       | 1 996 335 $   |
| Nationwide Arena                   | Columbus          | 10 118/14 378 (70%)       | 1 000 796 $   |
| First Union Center                 | Filadelfia        | 41 915/43 796 (96%)       | 2 844 340 $   |
| Madison Square Garden              | Nowy Jork         | 86 662/87 377 (99%)       | 6 527 149 $   |
| MCI Center                         | Waszyngton        | 35 162/40 548 (87%)       | 2 491 704 $   |
| Nassau Veterans Memorial Coliseum  | Uniondale         | 25 341/26 230 (97%)       | 918 934 $     |
| Continental Airlines Arena         | East Rutherford   | 31 744/32 054 (99%)       | 1 931 543 $   |
| Mellon Arena                       | Pittsburgh        | 11 514/13 249 (87%)       | 773 537 $     |
| FleetCenter                        | Boston            | 27 232/28 750 (95%)       | 1 847 262 $   |
| Van Andel Arena                    | Grand Rapids      | 30 506/32 001 (95%)       | 1 313 499 $   |
| Bradley Center                     | Milwaukee         | 25 283/30 317 (83%)       | 1 616 401 $   |
| Savvis Center                      | St. Louis         | 24 594/28 089 (88%)       | 1 676 939 $   |
| Kemper Arena                       | Kansas City       | 20 737/27 139 (76%)       | 1 375 141 $   |
| United Center                      | Chicago           | 43 216/46 350 (93%)       | 2 928 128 $   |
| Key Arena                          | Seattle           | 22 041/23 366 (94%)       | 1 375 141 $   |
| General Motors Place               | Vancouver         | 24 544/30 025 (82%)       | 1 329 007 $   |
| Rose Garden                        | Portland          | 31 931/36 973 (87%)       | 2 257 437 $   |
| The Arena in Oakland               | Oakland           | 11 879/14 095 (84%)       | 751 206 $     |
| Compaq Center at San Jose          | San José          | 12 961/12 961 (100%)      | 832 113 $     |
| Staples Center                     | Los Angeles       | 21 267/33 905 (63%)       | 1 715 904 $   |
| Arrowhead Pond of Anaheim          | Anaheim           | 20 047/23 497 (85%)       | 1 505 269 $   |
| MGM Grand Garden Arena             | Paradise          | 93 676/99 969 (94%)       | 9 480 134 $   |
| America West Arena                 | Phoenix           | 38 355/39 094 (98%)       | 2 329 739 $   |
| Delta Center                       | Salt Lake City    | 19 040/26 092 (73%)       | 1 119 595 $   |
| Pepsi Center                       | Denver            | 24 603/25 983             | 1 581 979 $   |
| Alltel Arena                       | North Little Rock | 14 799/14 799 (100%)      | 821 866 $     |
| New Orleans Arena                  | Nowy Orlean       | 24 929/24 929 (100%)      | 1 599 042 $   |
| Ford Center                        | Oklahoma City     | 24 931/32 503 (75%)       | 1 672 685 $   |
| Compaq Center                      | Houston           | 11 789/11 789 (100%)      | 893 373 $     |
| American Airlines Center           | Dallas            | 14 988/14 988 (100%)      | 952 310 $     |
| Frank Erwin Center                 | Austin            | 12 545/12 545 (100%)      | 808 986 $     |
| National Car Rental Center         | Sunrise           | 27 479/27 942 (98%)       | 1 853 821 $   |
| St. Pete Times Forum               | Tampa             | 23 340/27 894 (84%)       | 1 630 621 $   |
| BJCC Arena                         | Birmingham        | 11 970/13 649 (88%)       | 788 340 $     |
| Freedom Hall                       | Louisville        | 10 747/14 516 (74%)       | 684 339 $     |
| Greensboro Coliseum                | Greensboro        | 13 406/14 922 (90%)       | 770 873 $     |
| U.S. Bank Arena                    | Cincinnati        | 9 081/11 270 (81%)        | 658 291 $     |
| Consesco Fieldhouse                | Indianapolis      | 20 573/26 781 (77%)       | 1 315 741 $   |
| Kohl Center                        | Madison           | 9 802/12 980 (75%)        | 741 724 $     |
| Mark of the Quad Cities            | Moline            | 20 763/20 763 (100%)      | 1 236 445 $   |
| Target Center                      | Minneapolis       | 35 662/43 002 (83%)       | 2 328 073 $   |
| Alerus Center                      | Grand Forks       | 19 531/19 531 (100%)      | 930 190 $     |
| Kansas Coliseum                    | Valley Center     | 17 106/23 276 (73%)       | 1 141 318 $   |
| Hilton Coliseum                    | Ames              | 10 151/10 244 (99%)       | 659 671 $     |
| Resch Center                       | Green Bay         | 15 290/16 080 (95%)       | 1 228 829 $   |
| Assembly Hall                      | Champaign         | 8 373/16 989 (49%)        | 548 078 $     |
| Breslin Student Events Center      | East Lansing      | 7 821/8 891 (88%)         | 496 061 $     |
| Giant Center                       | Hershey           | 19 141/19 726 (97%)       | 1 389 499 $   |
| Bell Centre                        | Montreal          | 19 866/25 500 (78%)       | 1 276 077 $   |
| John Labatt Centre                 | London            | 17 160/23 276 (98%)       | 1 069 912 $   |
| TD Waterhouse Centre               | Orlando           | 11 029/11 047 (~100%)     | 761 600 $     |
| Gaylord Entertainment Centre       | Nashville         | 13 505/14 179 (95%)       | 757 853 $     |
| CenturyTel Center                  | Bossier City      | 20 933/24 007 (87%)       | 1 280 335 $   |
| Laredo Entertainment Center        | Laredo            | 8 846/8 846 (100%)        | 667 965 $     |
| SBC Center                         | San Antonio       | 10 259/14 498 (71%)       | 656 856 $     |
| San Diego Sports Arena             | San Diego         | 20 096/25 793 (73%)       | 1 165 110 $   |
| Bakersfield Centennial Garden      | Bakersfield       | 16 048/16 394 (98%)       | 967 557 $     |
| ARCO Arena                         | Sacramento        | 27 784/37 784 (100%)      | 2 521 961 $   |
| HP Pavillion at San Jose           | San José          | 23 281/25 223 (92%)       | 1 512 882 $   |
| Idaho Center                       | Nampa             | 18 226/18 470 (99%)       | 1 134 879 $   |
| Spokane Veterans Memorial Arena    | Spokane           | 19 932/22 722 (88%)       | 1 236 991 $   |
| Selland Arena                      | Fresno            | 15 052/15 230 (99%)       | 1 090 825 $   |
| Tucson Arena                       | Tucson            | 15 017/16 254 (92%)       | 977 827 $     |
| Don Haskins Center                 | El Paso           | 7 646/7 646 (100%)        | 594 355 $     |
| Tingley Coliseum                   | Albuquerque       | 14 563/16 091 (90%)       | 985 380 $     |
| United Spirit Arena                | Lubbock           | 10 416/10 416 (100%)      | 638 920 $     |
| Roanoke Civic Center               | Roanoke           | 6 890/8 272 (83%)         | 391 699 $     |
| Richmond Coliseum                  | Richmond          | 9 851/9 851 (100%)        | 672 787 $     |
| 1st Mariner Arena                  | Baltimore         | 9 016/9 016 (100%)        | 636 056 $     |
| Rupp Arena                         | Lexington         | 10 098/15 318 (66%)       | 608 012 $     |
| Thompson-Bolling Arena             | Knoxville         | 10 508/11 780 (89%)       | 706 905 $     |
| Pyramid Arena                      | Memphis           | 12 424/15 668 (79%)       | 755 276 $     |
| Cajundome                          | Lafayette         | 9 836/10 001 (98%)        | 639 958 $     |
| Mobile Civic Center                | Mobile            | 7 456/7 456 (100%)        | 552 796 $     |
| Mississippi Coliseum               | Jackson           | 6 199/6 199 (100%)        | 458 642 $     |
| Von Braun Center                   | Huntsville        | 6 494/6 494 (100%)        | 511 644 $     |
| Landon Arena                       | Topeka            | 7 595/7 896 (96%)         | 490 159 $     |
| MetraPark Arena                    | Billings          | 16 119/17 383 (93%)       | 1 146 206 $   |
| Bismarck Civic Center              | Bismarck          | 7 728/7 728 (100%)        | 538 268 $     |
| Mid-America Center                 | Council Bluffs    | 21 211/21 755 (98%)       | 1 475 985 $   |
| Phillips Arena                     | Atlanta           | 12 847/14 130 (91%)       | 872 895 $     |
| First Union Arena                  | Wilkes-Barre      | 8 244/8 244 (100%)        | 518 214 $     |
| Arena at Harbor Yard               | Bridgeport        | 8 421/8 421 (100%)        | 695 036 $     |
| Cumberland County Civic Center     | Portland          | 18 783/19 660 (96%)       | 1 401 620 $   |
| Worcester's Centrum Centre         | Worcester         | 21 472/22 106 (97%)       | 1 410 479 $   |
| Nutter Center                      | Fairborn          | 11 223/11 223 (100%)      | 650 162 $     |
| Joe Louis Arena                    | Detroit           | 14 532/14 532 (100%)      | 921 890 $     |
| Sovereign Bank Arena               | Trenton           | 15 222/15 222 (100%)      | 1 105 200 $   |
| Bryce Jordan Center                | University Park   | 11 644/11 644 (100%)      | 706 187 $     |
| Yakima Valley SunDome              | Yakima            | 6 911/7 055 (98%)         | 496 063 $     |
| Boardwalk Hall                     | Atlantic City     | 12 422/12 422 (100%)      | 1 093 440 $   |
| Hartford Civic Center              | Hartford          | 11 052/11 593 (95%)       | 755 279 $     |
| Wachovia Arena at Casey Plaza      | Wilkes-Barre      | 8 443/8 443 (100%)        | 525 294 $     |
| Pepsi Arena                        | Albany            | 19 966/21 948 (93%)       | 1 264 087 $   |
| Rockford MetroCentre               | Rockford          | 7 532/7 665 (98%)         | 567 564 $     |
| Jerome Schottenstein Center        | Columbus          | 9 387/12 607 (74%)        | 608 096 $     |
| Allen County War Memorial Coliseum | Fort Wayne        | 10 305/10 305 (100%)      | 587 636 $     |
| Charleston Civic Center            | Charleston        | 8 388/13 201 (63%)        | 567 118 $     |
| Carver Arena                       | Peoria            | 9 400/9 400 (100%)        | 597 580 $     |
| Veterans Memorial Auditorium       | Des Moines        | 8 038/8 178 (94%)         | 544 396 $     |
| White River Amphitheatre           | Auburn            | 10 655/19 976 (53%)       | 484 961 $     |
| Pengrowth Saddledome               | Calgary           | 22 709/25 427 (89%)       | 1 339 511 $   |
| Saskatchewan Place                 | Saskatoon         | 13 045/13 045 (100%)      | 719 615 $     |
| Hyundai Pavillon at Glen Helen     | San Bernardino    | 10 636/20 716 (51%)       | 729 875 $     |
| Chronicle Pavillion                | Concord           | 12 455/12 500 (99%)       | 691 312 $     |
| Lawlor Events Center               | Reno              | 8 183/8 500 (96%)         | 689 307 $     |
| FWCC Arena                         | Fort Worth        | 11 356/12 478 (91%)       | 728 439 $     |
| Cynthia Woods Michelle Pavillion   | The Woodlands     | 12 384/15 914 (78%)       | 757 850 $     |
| Verizon Wireless Amphitheater      | Selma             | 11 949/20 000 (60%)       | 572 200 $     |
| Journal Pavillion                  | Albuquerque       | 12 111/12 125 (~100%)     | 616 197 $     |
| World Arena                        | Colorado Springs  | 14 059/14 431 (97%)       | 986 333 $     |
| Qwest Center Omaha                 | Omaha             | 13 272/14 554 (91%)       | 822 239 $     |
| Allstate Arena                     | Rosemont          | 25 830/26 000 (99%)       | 1 772 992 $   |
| Norfolk Scope                      | Norfolk           | 8 152/8,446 (96%)         | 490 467 $     |
| Mississippi Coast Coliseum         | Biloxi            | 9 363/9 363 (100%)        | 731 527 $     |
| Ocean Center                       | Daytona Beach     | 15 622/17 457 (89%)       | 1 156 512 $   |
| Pensacola Civic Center             | Pensacola         | 7 583/7 583 (100%)        | 536 724 $     |
| Office Depot Center                | Sunrise           | 23 365/25 545 (91%)       | 1 500 828 $   |
| Petersen Events Center             | Pittsburgh        | 8 395/8 748 (97%)         | 583 858 $     |
| Sovereign Center                   | Reading           | 13 398/13 610 (98%)       | 1 002 826 $   |
| The SkyTent at SkyDome             | Toronto           | 26 127/27 320 (97%)       | 1 372 704 $   |
| Credit Union Centre                | Saskatoon         | 10 090/12 908 (70%)       | 573 634 $     |
| Gateway Arena                      | Sioux City        | 8 083/8 250 (98%)         | 607 410 $     |
| Dodge Arena                        | Hidalgo           | 10 958/11 164 (98%)       | 1 049 465 $   |
| Copps Coliseum                     | Hamilton          | 12,829/13 324 (96%)       | 806 920 $     |
| Halifax Metro Centre               | Halifax           | 16 255/16 255 (100%)      | 1 033 455 $   |
| Dunkin’ Donuts Center              | Providence        | 10 114/10,114 (100%)      | 637 995 $     |
| Savage Hall                        | Toledo            | 7 533/7 533 (100%)        | 529 177 $     |
| Prairie Capital Convention Center  | Springfield       | 6 424/6 424 (100%)        | 493 273 $     |
| Germain Arena                      | Estero            | 11 850/11 850 (100%)      | 1 011 858 $   |
| Palacio de los Deportes            | Meksyk            | 33 502/36 015 (93%)       | 1 550 834 $   |
| Ford Arena                         | Beaumont          | 7 757/7 757 (100%)        | 537 570 $     |
| Paige Sports Arena                 | Columbia          | 7 975/10 798 (74%)        | 527 672 $     |
| Sioux Falls Arena                  | Duluth            | 6 194/6 194 (100%)        | 495 936 $     |
| DECC Arena                         | Duluth            | 5 722/5 722 (100%)        | 455 264 $     |
| Blue Cross Arena                   | Rochester         | 9 249/11 118 (83%)        | 661 140 $     |
| Glendale Arena                     | Glendale          | 11 409/13 542 (84%)       | 564 895 $     |
| Everett Events Center              | Everett           | 8 273/8 424 (98%)         | 565 103 $     |
| Kay Yeager Coliseum                | Wichita Falls     | 6 995/6 995 (100%)        | 451 859 $     |
| Westpac Centre                     | Christchurch      | 6 895/7 099 (97%)         | 808 635 $     |
| Corel Centre                       | Ottawa            | 11 953/13 056 (91%)       | 765 700 $     |
| MTS Centre                         | Winnipeg          | 11 185/11 856 (94%)       | 702 345 $     |
| Regina AgriDome                    | Regina            | 5 441/5 441 (100%)        | 430 261 $     |
| Save-On-Foods Memorial Centre      | Victoria          | 11 583/11 889 (97%)       | 920 372 $     |
| Hollywood Bowl                     | Los Angeles       | 30 982/33 528 (92%)       | 2 907 412 $   |
| RAZEM                              | RAZEM             | 2 474 652/2 742 410 (90%) | 168 340 675 $ |